# Nectria flavoviridis
Nectria flavoviridis är en svampart som först beskrevs av Karl Wilhelm Gottlieb Leopold Fuckel, och fick sitt nu gällande namn av Hans Wilhelm Wollenweber 1926. Nectria flavoviridis ingår i släktet Nectria och familjen Nectriaceae.   Inga underarter finns listade i Catalogue of Life.